# ستيف باول
ستيف باول (بالإنجليزية: Steve Powell)‏ (20 سبتمبر 1955 بدربي في المملكة المتحدة - ) هو مدرب كرة قدم ولاعب كرة قدم بريطاني في مركز الدفاع. لعب مع ديربي كاونتي وتلسا رافنكس.

## وصلات خارجية
- ستيف باول على موقع قاعدة بيانات كرة القدم.إي يو (الإنجليزية)